# Gôtovany
Gôtovany (1920–1946 slowakisch „Gôtoväny“; ungarisch Guotfalu) ist eine Gemeinde im Norden der Slowakei mit 511 Einwohnern (Stand 31. Dezember 2024), die zum Okres Liptovský Mikuláš, einem Teil des Žilinský kraj, gehört und zur traditionellen Landschaft Liptau gezählt wird.

## Geographie
Die Gemeinde befindet sich in der Westhälfte des Talkessels Liptovská kotlina (Teil der größeren Podtatranská kotlina) unterhalb der Niederen Tatra an den Bächen Črmník und Dúbravka kurz vor der Einmündung in den Liptauer Stausee. Das Ortszentrum liegt auf einer Höhe von 595 m n.m. und ist 12 Kilometer von Liptovský Mikuláš entfernt.
Zur Gemeinde gehört neben dem Ort Gôtovany auch Fiačice, ein 1924 eingemeindeter Ort, der heute keinen Ortsteil mehr bildet.
Nachbargemeinden sind Vlachy (Katastralgemeinde Sokolče) im Norden, Galovany im Osten, Svätý Kríž im Südosten, Dúbrava im Süden, Ľubeľa im Südwesten und erneut Vlachy im Westen.

## Geschichte

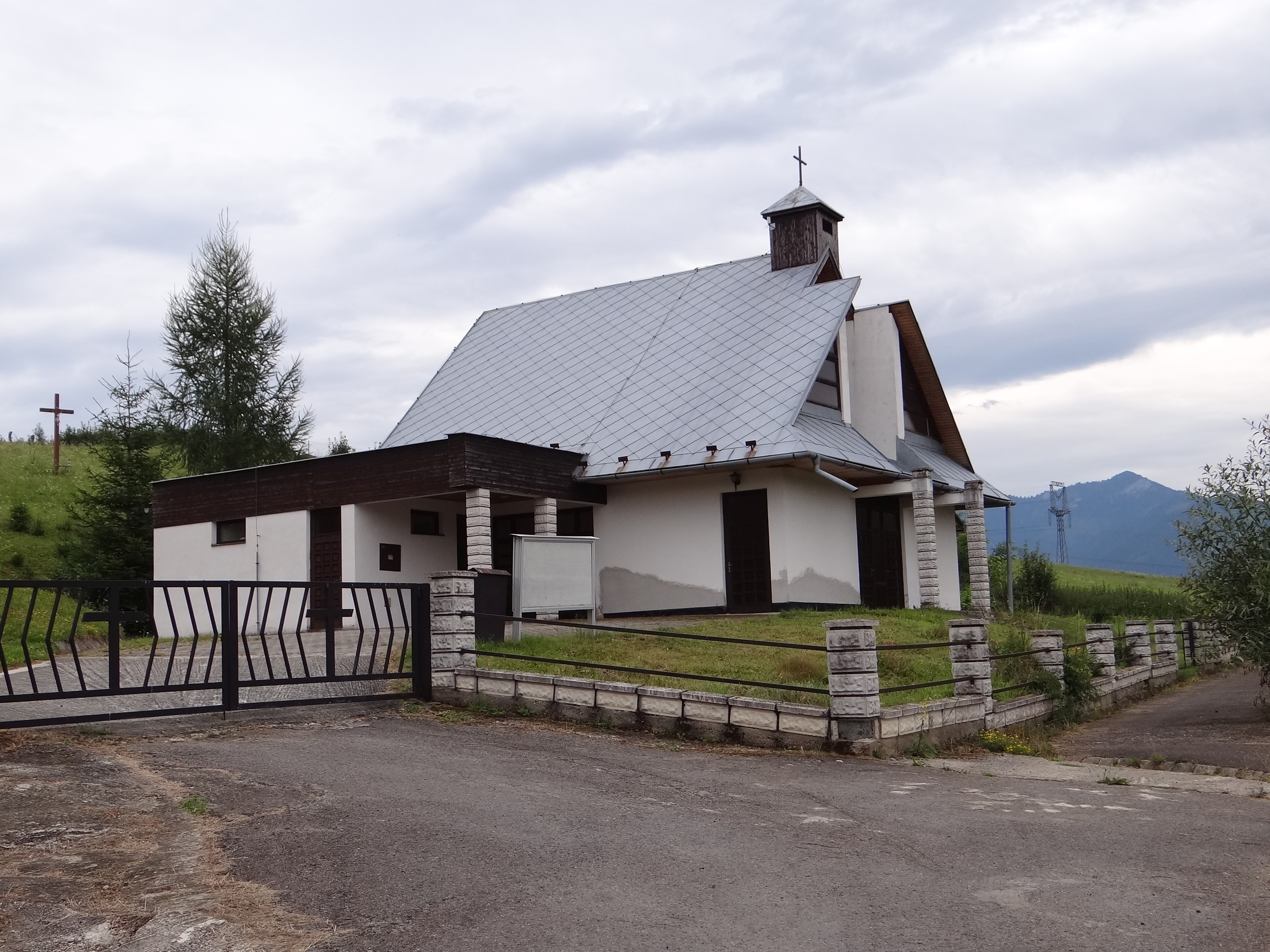
Evangelisches Bethaus

Gôtovany wurde zum ersten Mal 1358 als Ipochfalva schriftlich erwähnt und entwickelte sich zu einem Ort im Besitz des niederen Adels und zwar der Familie Guoth. 1784 hatte die Ortschaft 14 Häuser und 87 Einwohner, 1828 zählte man 13 Häuser und 98 Einwohner, die als Landwirte beschäftigt waren.
Fiačice wurde zum ersten Mal 1267 als terra Fyotha schriftlich erwähnt und war ebenfalls Besitz von Familien des niederen Adels, im 18. Jahrhundert der Familie Kubínyi. 1784 hatte die Ortschaft 22 Häuser und 193 Einwohner, 1828 zählte man 32 Häuser und 254 Einwohner, die als Landwirte beschäftigt waren.
Bis 1918 gehörten die im Komitat Liptau liegenden Orte zum Königreich Ungarn und kamen danach zur Tschechoslowakei und schließlich zur Slowakei. In der Zeit der ersten tschechoslowakischen Republik arbeiteten die Einwohner auch in umliegenden Industriebetrieben sowie als Bergleute und Bauarbeiter.

## Bevölkerung
| Jahr                | 1994 | 2004    | 2014     | 2024     |
| ------------------- | ---- | ------- | -------- | -------- |
| Anzahl der Personen | 379  | 389     | 440      | 511      |
| Unterschied         |      | +2,63 % | +13,11 % | +16,13 % |

| Jahr                | 2023 | 2024    |
| ------------------- | ---- | ------- |
| Anzahl der Personen | 503  | 511     |
| Unterschied         |      | +1,59 % |

Nach der Volkszählung 2011 wohnten in Gôtovany 420 Einwohner, davon 402 Slowaken, fünf Tschechen und zwei Ukrainer. Ein Einwohner gab eine andere Ethnie an und 10 Einwohner machten keine Angabe zur Ethnie. 
232 Einwohner bekannten sich zur Evangelischen Kirche A. B., 134 Einwohner zur römisch-katholischen Kirche, vier Einwohner zu den Zeugen Jehovas, zwei Einwohner zur orthodoxen Kirche sowie jeweils ein Einwohner zur altkatholischen Kirche, zur evangelisch-methodistischen Kirche, zur reformierten Kirche und zu einer nicht aufgeführten Konfession. 30 Einwohner waren konfessionslos und bei 14 Einwohnern wurde die Konfession nicht ermittelt.